# 数字生活设计
数字生活设计（英語：Digital Life Design，简称DLD）是由基于慕尼黑Burda数字营销集团的DLD媒介公司每年所举办的大会，侧重创新，数字化，科学和文化的交叉对话。它始于2005年。2014DLD大会于2014年1月19日到21日在慕尼黑举办。
其主要意图是联系商业，有创造力的社会领导者，意见领袖家和投资家带来跨行业的对话和激情碰撞。自始，DlD大会在纽约、北京、旧金山、伦敦、莫斯科、新德里、里约热内卢、香港、特拉维夫和慕尼黑举办。另外，DLD启动了DLDWomen大会。DLD大会被经济学家杂志称为欧洲最领先的创新大会。